# Bästselet
Bästselet är en sjö i Strömsunds kommun i Ångermanland och ingår i Ångermanälvens huvudavrinningsområde. Sjön har en area på 1,02 kvadratkilometer och ligger 243,8 meter över havet. Bästselet ligger i Rörströmsälven (Jämtlands län) Natura 2000-område. Sjön avvattnas av vattendraget Näsån (Långselån).

## Delavrinningsområde
Bästselet ingår i det delavrinningsområde (710428-152957) som SMHI kallar för Utloppet av Bästselet. Medelhöjden är 255 meter över havet och ytan är 10,72 kvadratkilometer. Räknas de 269 avrinningsområdena uppströms in blir den ackumulerade arean 2 718,98 kvadratkilometer. Näsån (Långselån) som avvattnar avrinningsområdet har biflödesordning 3, vilket innebär att vattnet flödar genom totalt 3 vattendrag innan det når havet efter 179 kilometer. Avrinningsområdet består mestadels av skog (66 procent) och sankmarker (17 procent). Avrinningsområdet har 1,02 kvadratkilometer vattenytor vilket ger det en sjöprocent på 9,5 procent.